# Mercer County (New Jersey)
Mercer County ist ein County im Bundesstaat New Jersey. Der Verwaltungssitz (County Seat) ist Trenton, das auch Hauptstadt des Bundesstaates New Jersey ist.

## Geschichte
Mercer County ist nach dem General im Amerikanischen Unabhängigkeitskrieg Hugh Mercer (1720–1777) benannt.
14 Orte im County haben den Status einer National Historic Landmark, darunter das Albert Einstein House, das Princeton Battlefield und Washington’s Crossing. 105 Bauwerke und Stätten des Countys sind insgesamt im National Register of Historic Places eingetragen (Stand 16. Februar 2018).

## Geographie
Das County hat eine Fläche von 593 Quadratkilometern, wovon 8 Quadratkilometer Wasserfläche sind. Das County grenzt an die folgenden Countys:
| Hunterdon County            |                   | Somerset County  |
| Bucks County (Pennsylvania) |                   | Middlesex County |
|                             | Burlington County | Monmouth County  |

Das County wird vom Office of Management and Budget zu statistischen Zwecken als Trenton–Princeton, NJ Metropolitan Statistical Area (MSA) geführt. Die MSA ist dabei Teil der New York–Newark–Bridgeport, NY-NJ-PA-CT Combined Statistical Area, der erweiterten Definition der Metropolregion New York.

## Demografische Daten

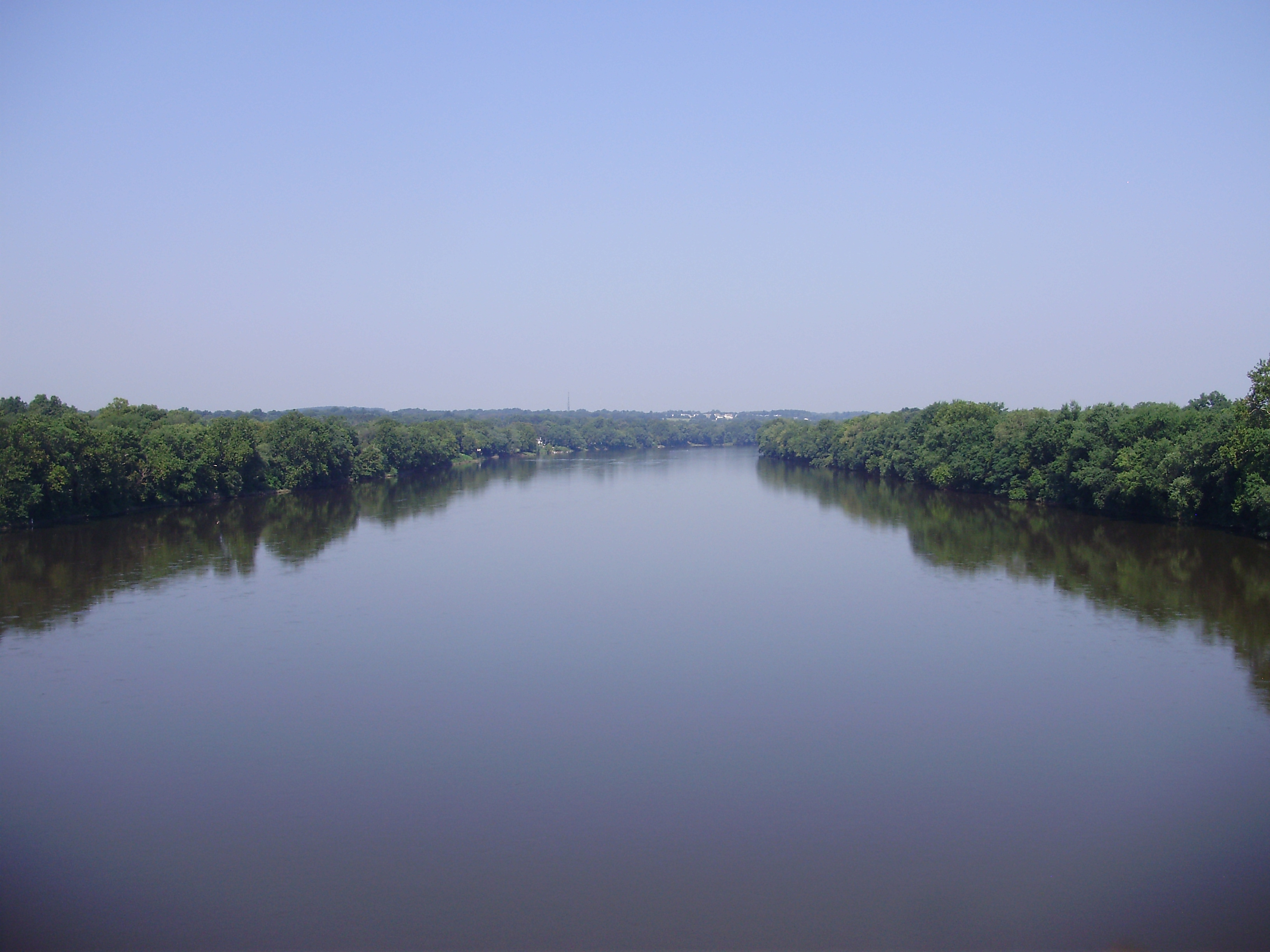
Der Delaware River

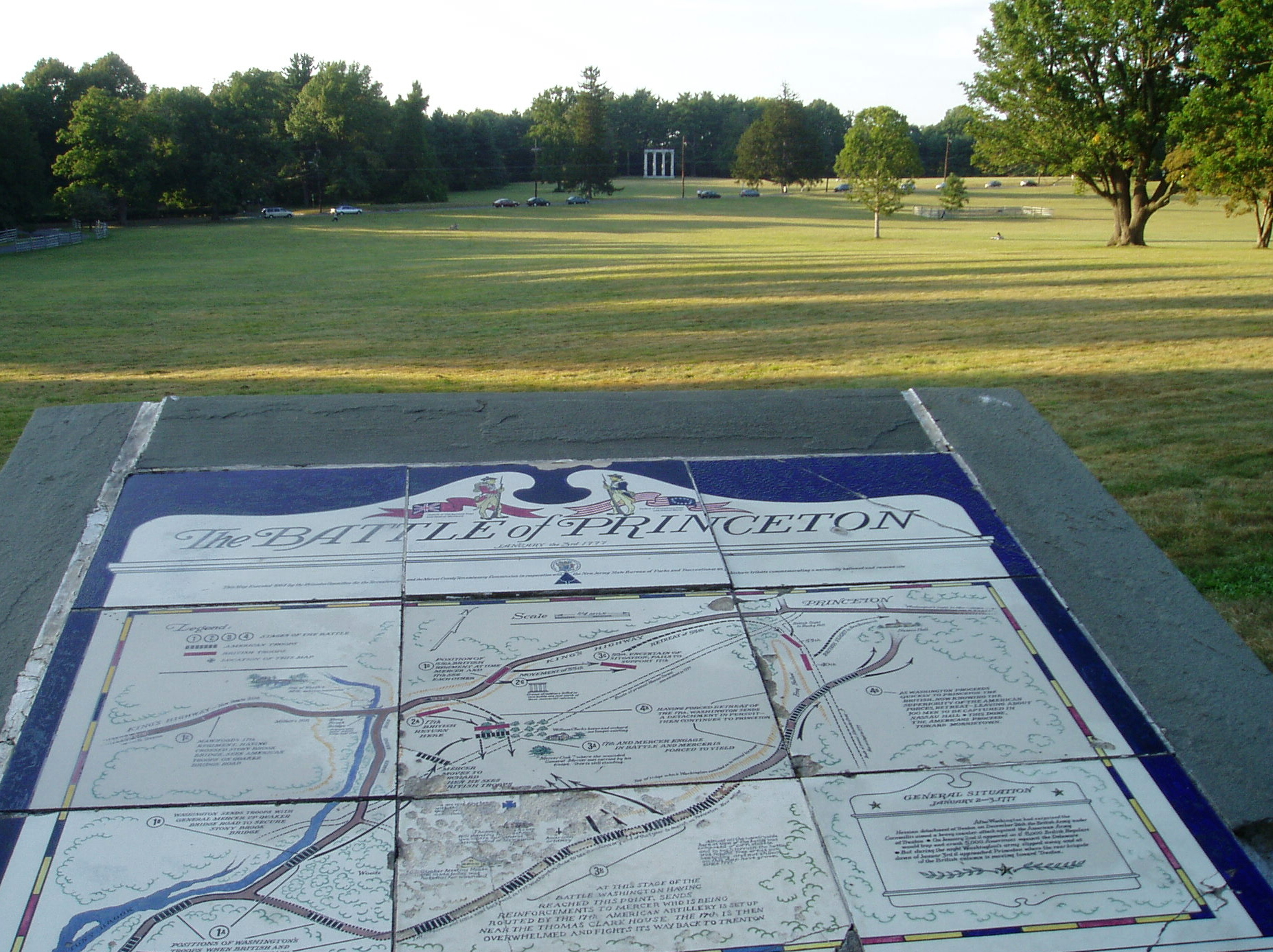
Princeton Battlefield, hier fand die Schlacht von Princeton statt.

Nach der Volkszählung im Jahr 2000 lebten im County 350.761 Menschen. Es gab 125.807 Haushalte und 86.303 Familien. Die Bevölkerungsdichte betrug 599 Einwohner pro Quadratkilometer. Ethnisch betrachtet setzte sich die Bevölkerung zusammen aus 68,48 % Weißen, 19,81 % Afroamerikanern, 0,20 % amerikanischen Ureinwohnern, 4,94 % Asiaten, 0,10 % Bewohnern aus dem pazifischen Inselraum und 4,29 % aus anderen ethnischen Gruppen; 2,17 % stammten von zwei oder mehr ethnischen Gruppen ab. 9,66 % der Bevölkerung waren spanischer oder lateinamerikanischer Abstammung.
Von den 125.807 Haushalten hatten 32,80 % Kinder und Jugendliche unter 18 Jahre, die bei ihnen lebten. 50,60 % waren verheiratete, zusammenlebende Paare, 13,80 % waren allein erziehende Mütter. 31,40 % waren keine Familien. 25,60 % waren Singlehaushalte und in 9,90 % lebten Menschen im Alter von 65 Jahren oder darüber. Die Durchschnittshaushaltsgröße betrug 2,62 und die durchschnittliche Familiengröße lag bei 3,16 Personen.
Auf das gesamte County bezogen setzte sich die Bevölkerung zusammen aus 24,00 % Einwohnern unter 18 Jahren, 10,20 % zwischen 18 und 24 Jahren, 30,60 % zwischen 25 und 44 Jahren, 22,50 % zwischen 45 und 64 Jahren und 12,60 % waren 65 Jahre alt oder darüber. Das Durchschnittsalter betrug 36 Jahre. Auf 100 weibliche Personen kamen 94,90 männliche Personen, auf 100 Frauen im Alter ab 18 Jahren kamen statistisch 92,00 Männer.
Das jährliche Durchschnittseinkommen eines Haushalts betrug 56.613 USD, das Durchschnittseinkommen der Familien betrug 68.494 USD. Männer hatten ein Durchschnittseinkommen von 47.444 USD, Frauen 34.788 USD. Das Prokopfeinkommen betrug 27.914 USD. 8,60 % der Bevölkerung und 5,90 % der Familien lebten unterhalb der Armutsgrenze. 10,60 % davon waren unter 18 Jahre und 8,40 % waren 65 Jahre oder älter.

## Städte und Ortschaften
- East Windsor Township
- Ewing Township
- Ewing
- Hamilton Township
- Hightstown
- Hopewell Township
- Hopewell
- Lawrence Township
- Lawrenceville
- Mercerville-Hamilton Square
- Pennington
- Princeton Junction
- Princeton North
- Princeton Township
- Princeton
- Trenton
- Twin Rivers
- Washington Township
- West Windsor Township
- White Horse
- Yardville-Groveville